# ハッブル・ウルトラ・ディープ・フィールド

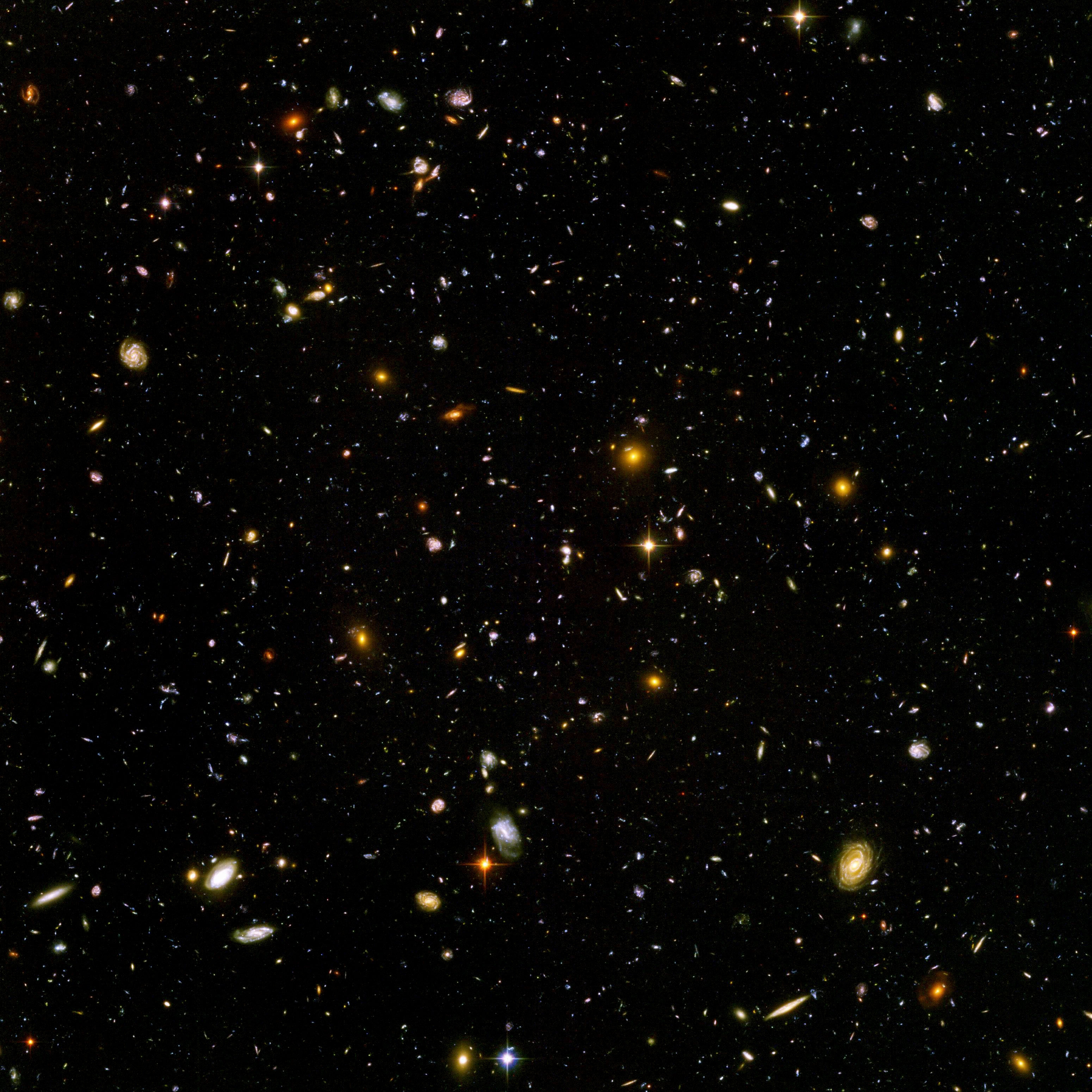

ハッブル・ウルトラ・ディープフィールド（英語: Hubble Ultra Deep Field、HUDF、ハッブル超深宇宙探査）とは、宇宙望遠鏡科学研究所が行ったハッブル宇宙望遠鏡による超深宇宙領域の探査である。
ハッブル宇宙望遠鏡を運用する宇宙望遠鏡科学研究所が1995年のハッブル深宇宙探査、1998年のハッブル南天深宇宙探査に続く深宇宙探査計画のひとつであり、2003年の改修により取り付けられ、多くの天文学者により高性能を期待された微光天体カメラの性能の試験でもある。

## 観測結果
探査領域はろ座の1度ほどの領域である。微光天体カメラおよび赤外線カメラを用い、2003年9月24日から2004年1月16日にかけて行われた（ただし、実観測日数は11.5日）。得られた画像には、赤方偏移 z = 3 （約117億光年）以上を示した銀河が1万個以上も映し出されており、中には z = 6 から 7 （約128.9億光年から約130.6億光年）の銀河も映っていた。また、通常の渦巻銀河や楕円銀河に混じって様々な奇妙な形をした銀河の画像が得られた。HUDF で発見された赤色矮星UDF 2457は 59,000光年の距離があり、これは直径が8万-10万光年とされる銀河系内で観測された最も遠い星である可能性がある。
HUDFの観測により、宇宙初期の混沌とした状態の中で、銀河同士が互いに影響を及ぼしあっている状態を目の当りにすることができる。

## 参照
1. ↑  赤方偏移と距離との関係